# Acalypha angatensis
Acalypha angatensis är en törelväxtart som beskrevs av Francisco Manuel Blanco. Acalypha angatensis ingår i släktet akalyfor, och familjen törelväxter. Inga underarter finns listade i Catalogue of Life.